# (6341) 1993 UN3
(6341) 1993 UN3 (1993 UN3, 1962 WD, 1975 GT, 1987 QM11, 1988 XW2) — астероїд головного поясу, відкритий 20 жовтня 1993 року.
Тіссеранів параметр щодо Юпітера — 3,220.